# Захаров, Алексей Николаевич
Алексей Николаевич Захаров (род. 12 августа 1987) — российский игрок в настольный хоккей, чемпион Европы 2006.

## Спортивная карьера
С настольным хоккеем познакомился благодаря отцу Николаю Валентиновичу, который и купил ему первый стол. С детства много тренировался вместе с младшим братом Иваном (р. 1988), принимал участие в любительских турнирах, проводимых «Спортмастером». В рейтинговых турнирах в рамках чемпионата Москвы выступает с 2002 года. По итогам сезона 2002/03 стал победителем первого розыгрыша открытого чемпионата России и в дальнейшем становился чемпионом на протяжении 7 сезонов подряд, впервые уступив титул лишь в сезоне 2009/10, победителем которого стал его брат Иван. В 2003 году в швейцарском Цюрихе стал чемпионом мира среди юниоров. В общем зачёте чемпионата мира дебютировал в 2005 году, заняв 11 место. На следующий год завоевал титул чемпиона Европы на турнире в Словакии. В то же время Захаров поднялся на вторую строчку мирового рейтинга. В 2007 году занял второе место на домашнем чемпионате мире в Москве, первым из россиян попав в число призёров в общем зачёте. В дальнейшем дважды становился финалистом и один раз бронзовым призёром чемпионатов Европы, но на чемпионатах мира серьёзных успехов больше не достигал.
В качестве хобби играл в большой хоккей на любительском уровне.

## Статистика выступлений
| Турнир         | 2005 | 2007 | 2009 | 2011 | 2013 | 2015 | 2017 |
| Чемпионат мира | 11   | 2    | 19   | 17   | 6    | 17   | 10   |

| Турнир           | 2006 | 2008 | 2010 | 2014 | 2016 |
| Чемпионат Европы | 1    | 5    | 2    | 3    | 2    |